# Ostrov Balaa
Ostrov Balaa är en ö i Eritrea.   Den ligger i regionen Norra rödahavsregionen, i den nordöstra delen av landet, 130 km nordost om huvudstaden Asmara.